# معركة الراعي (أغسطس 2016)
معركة الراعي هي معركة في أغسطس 2016 بين الجيش السوري الحر وتنظيم الدولة الإسلامية في بلدة الراعي الحدودية، وهي جزء من محافظة حلب الشمالية على الحدود مع تركيا، والتي أسفرت عن استيلاء الجيش السوري الحر على البلدة.

## معلومات أساسية
في 8 أبريل 2016، استولت قوات المعارضة من غرفة عمليات حوار كلس على الراعي وأكثر من عشر قرى أخرى، ولكنهم انسحبوا بعد الهجوم المضاد الذي شنه داعش بعد ثلاثة أيام، والذي استعاد السيطرة على جميع القرى التي فقدها تقريبا. كما سيطرت المعارضة لفترة وجيزة على البلدة لساعات قليلة في يونيو قبل أن يتم طردهم منها.

## المعركة
في 15 أغسطس 2016، وبعد قصف مكثف للمدفعية، بدأت المعارضة في اقتحام صوامع حبوب الراعي واستولت على الصوامع مع عدة مواقع أخرى. ومع ذلك، فقد أجبروا على الانسحاب صباح اليوم التالي بعد هجوم شنه داعش من الشمال الذي استعاد السيطرة على جميع النقاط التي خسرها داعش. الألغام الأرضية لعبت دورا في إبطاء الهجوم.
في 17 أغسطس، شن مقاتلو الجيش السوري الحر هجوما ثانيا بعد استهداف مواقع داعش بالمدفعية الصاروخية، واختراق خطوط الدفاع الأولى، والعودة إلى البلدة. وقام الجيش السوري الحر بتفجير ثلاث سيارات ملغومة خلال المعركة واستولى بالكامل على الراعي ومعبرها الحدودي في وقت لاحق من ذلك اليوم، وأخذ عددا من مقاتلي داعش كأسرى حرب.
في اليوم نفسه، قامت القوات الجوية الأمريكية العاملة كجزء من قوة المهام المشتركة – عملية العزم الصلب بتقديم الدعم الجوي للمعارضة خلال المعركة بقصف عدة وحدات لداعش بالقرب من الراعي. واستمر القتال في ضواحي البلدة في الوقت الذي احتفظ فيه داعش بمقره في دوديان القريبة.
ونظرا لقصر الوقت الذي منحه للمعارضة لتحصين المنطقة، شن داعش هجوما مضادا سريعا من الشرق في 19 أغسطس، واستعاد صوامع الحبوب وقمم التلال القريبة منها. غير أن المعارضة صدت الهجوم على البلدة وزعمت أنها قتلت أكثر من عشرة من مقاتلي داعش. واستعاد مقاتلو الجيش السوري الحر أيضا صوامع الحبوب في اليوم التالي.

## تداعيات
في 20 أغسطس، نقل عدد كبير من قوات المعارضة وقافلة عسكرية تضم أكثر من 50 مركبة محملة بأسلحة ثقيلة ومتوسطة من الراعي إلى الحدود التركية مع جرابلس، في الوقت الذي تستعد فيه القوات المسلحة التركية لشن هجوم على جرابلس.
في الفترة بين 27 و28 أغسطس، ادعت المعارضة أنها سيطرت على ثلاث قرى شرق الراعي. غير أن التقارير أفادت بأن داعش استعاد السيطرة على الراعي في 27 أغسطس. وفي اليوم التالي، ذكر أن الراعي كانت مرة أخرى تسيطر عليها المعارضة. وبحلول 4 سبتمبر، استولى الجيش السوري الحر على جميع الأراضي التي يسيطر عليها داعش على طول الحدود التركية السورية.